# Сошка (зброя)

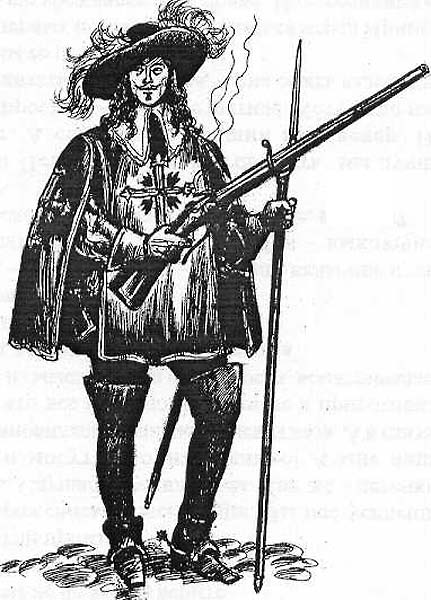
Мушкетер з мушкетом і шведським пером

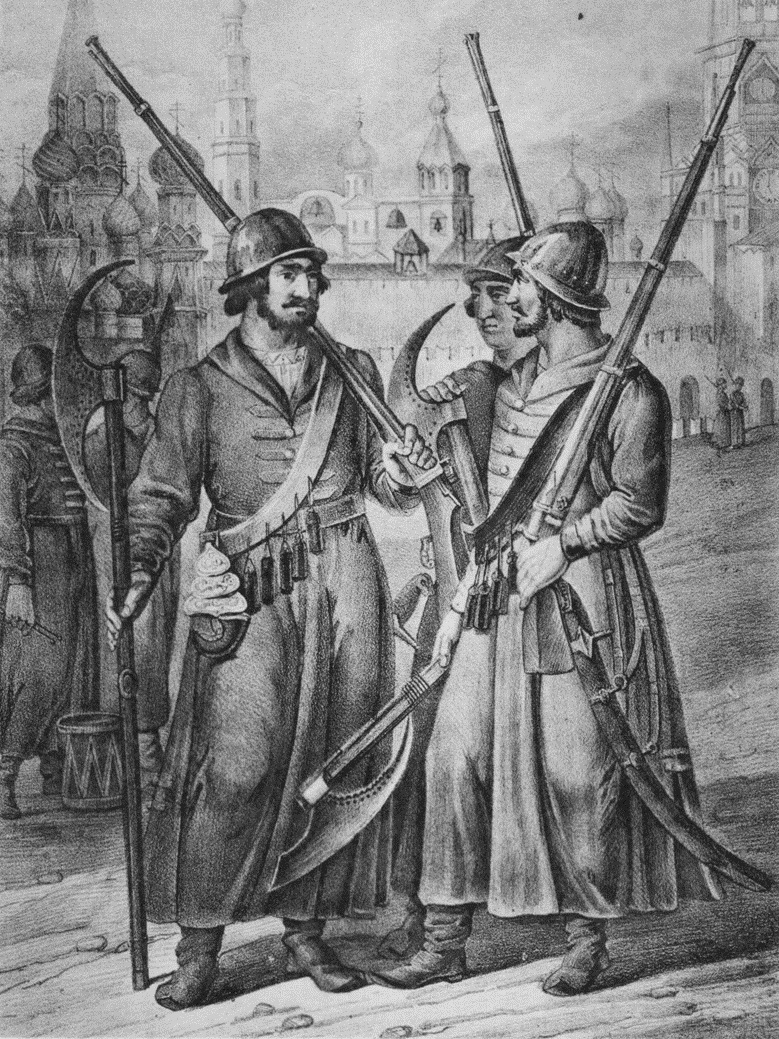
Стрільці при стрільбі з рушниць замість сошки використовували бердиш, який упирали в землю

Сошка, сішка (підсошник, також сошки та двонога) — підставка для вогнепальної зброї або арбалета.
У XVI—XVII століттях сошка для аркебуз і мушкетів (фр. fourquine) являла собою жердину заввишки ~ 1,5 м, один кінець якого мав рогатку для упору зброї, а другий — був загострений для упору в землю. Для перенесення сошки використовувався темляк, який надівали на ліву руку. Нерідко функції сошки виконували різні різновиди холодної зброї, як, наприклад, алебарда або бердиш. До кінця XVII століття у зв'язку з полегшенням ваги зброї і переходом з мушкетів на рушниці, практично перестала вживатися.
У ХХ столітті відродилася у вигляді двоноги, яка є частиною гвинтівки, автомата або ручного кулемета. Використовується для фіксації ствола у напрямку стрільби в положенні лежачи, що забезпечує підвищення стійкості зброї при стрільбі і відповідно купчастості.

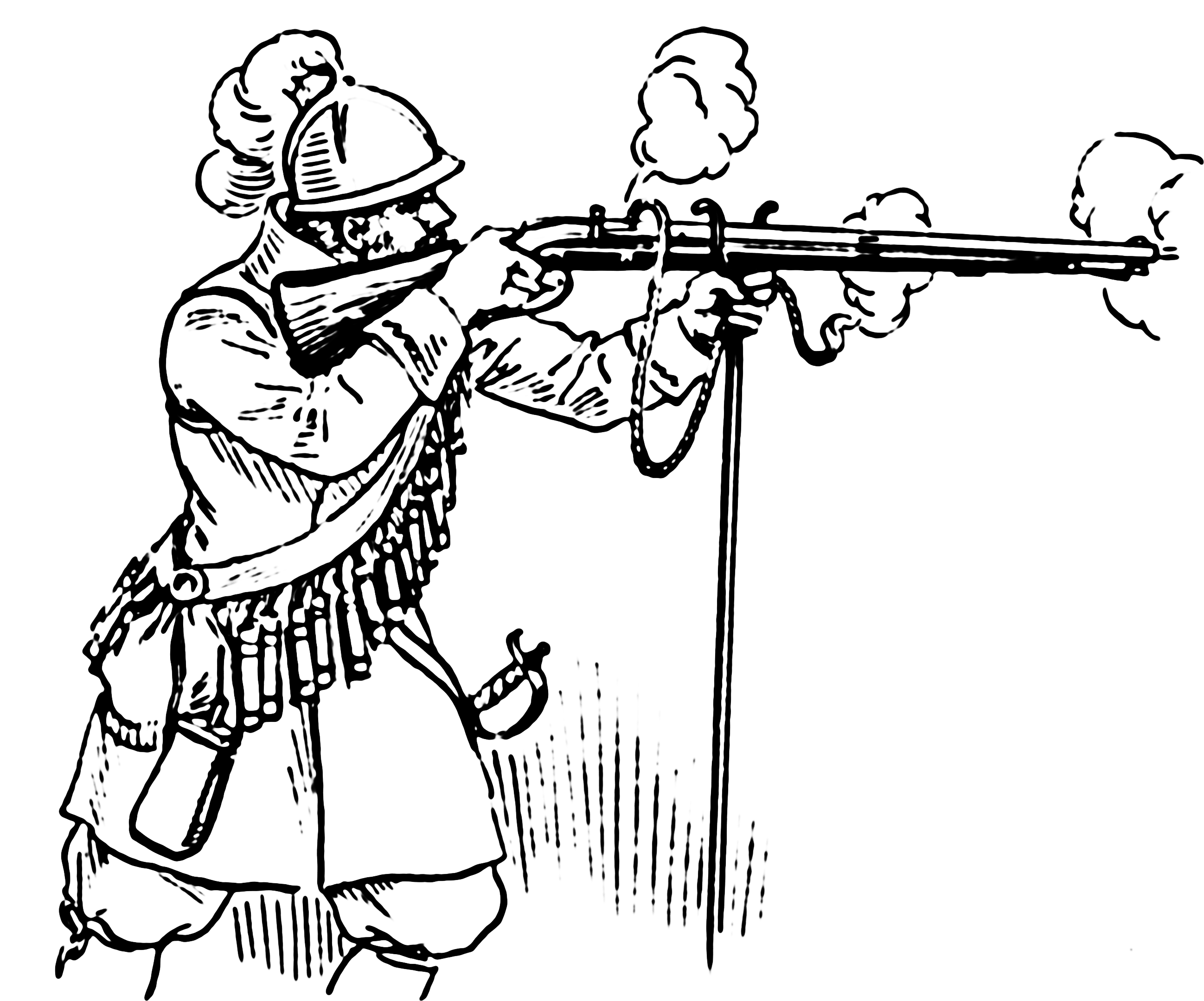
Солдат, що стріляє з аркебузи із застосуванням сошки
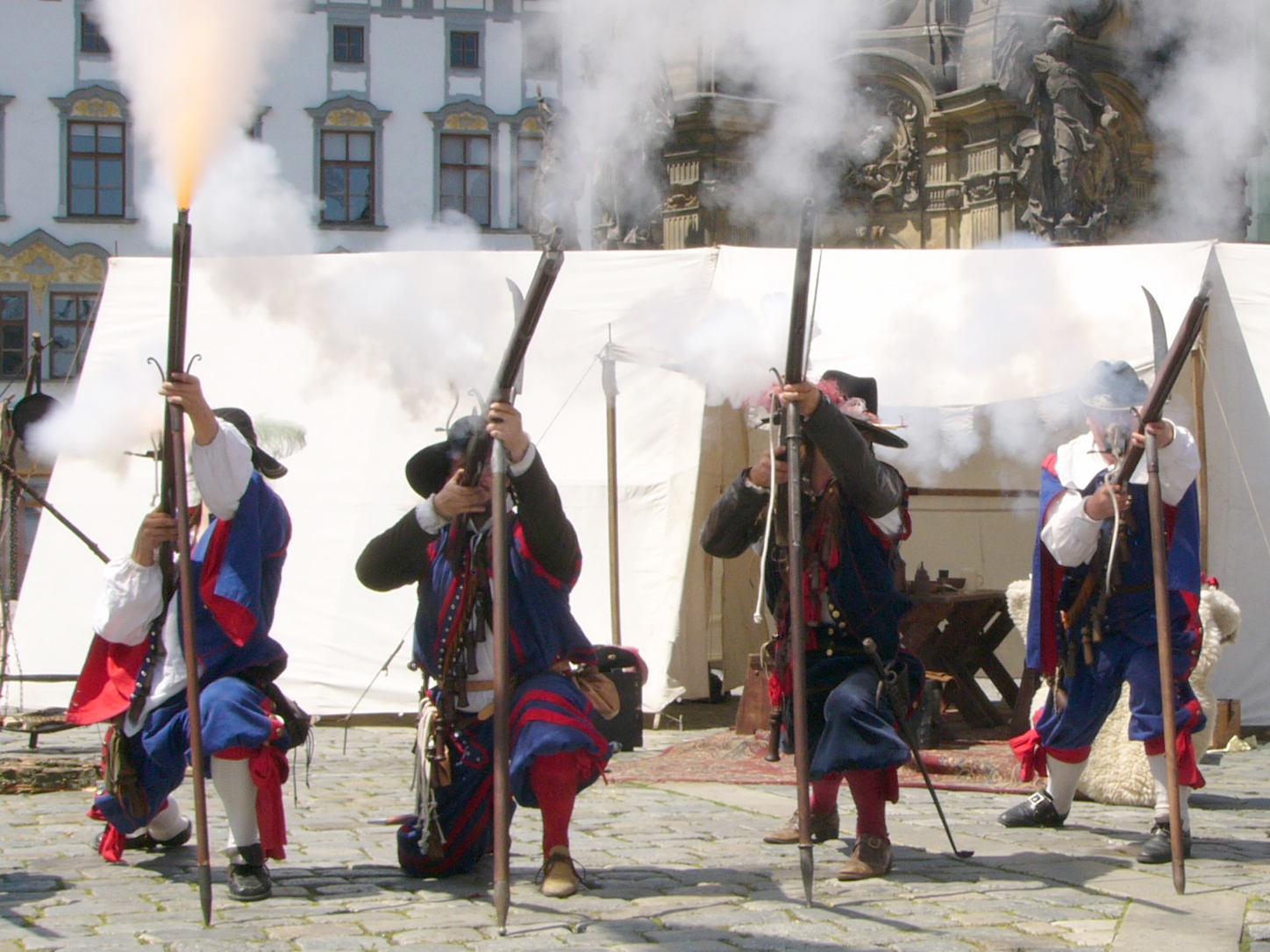
Стрільба з сошки
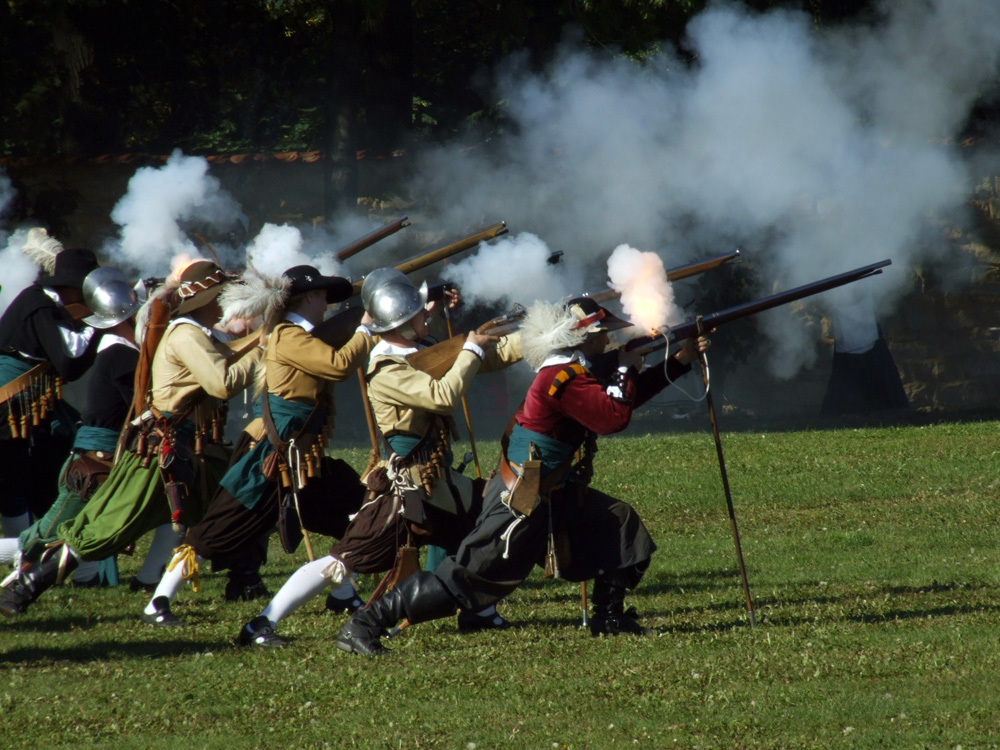
Мушкетери із сошками. Реконструкція битви на Білій Горі.
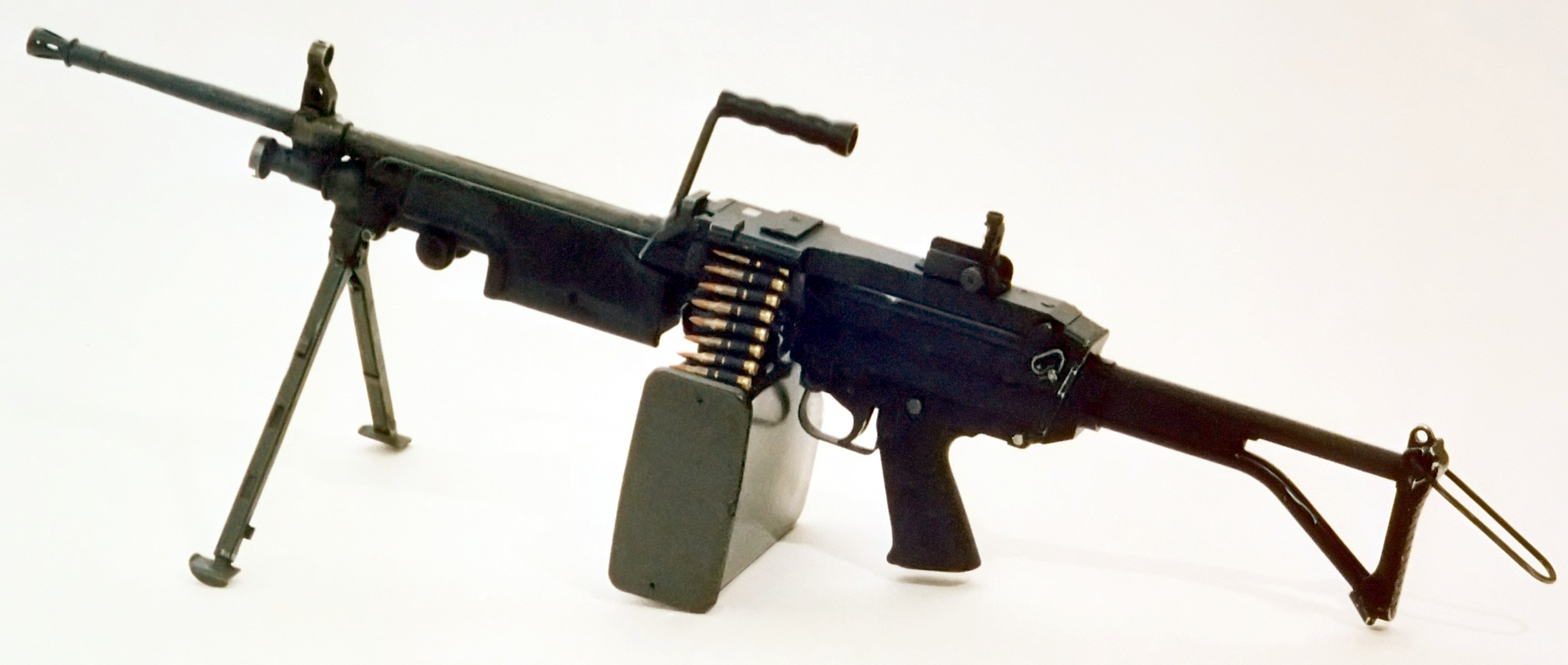
Кулемет M249 FN MINIMI
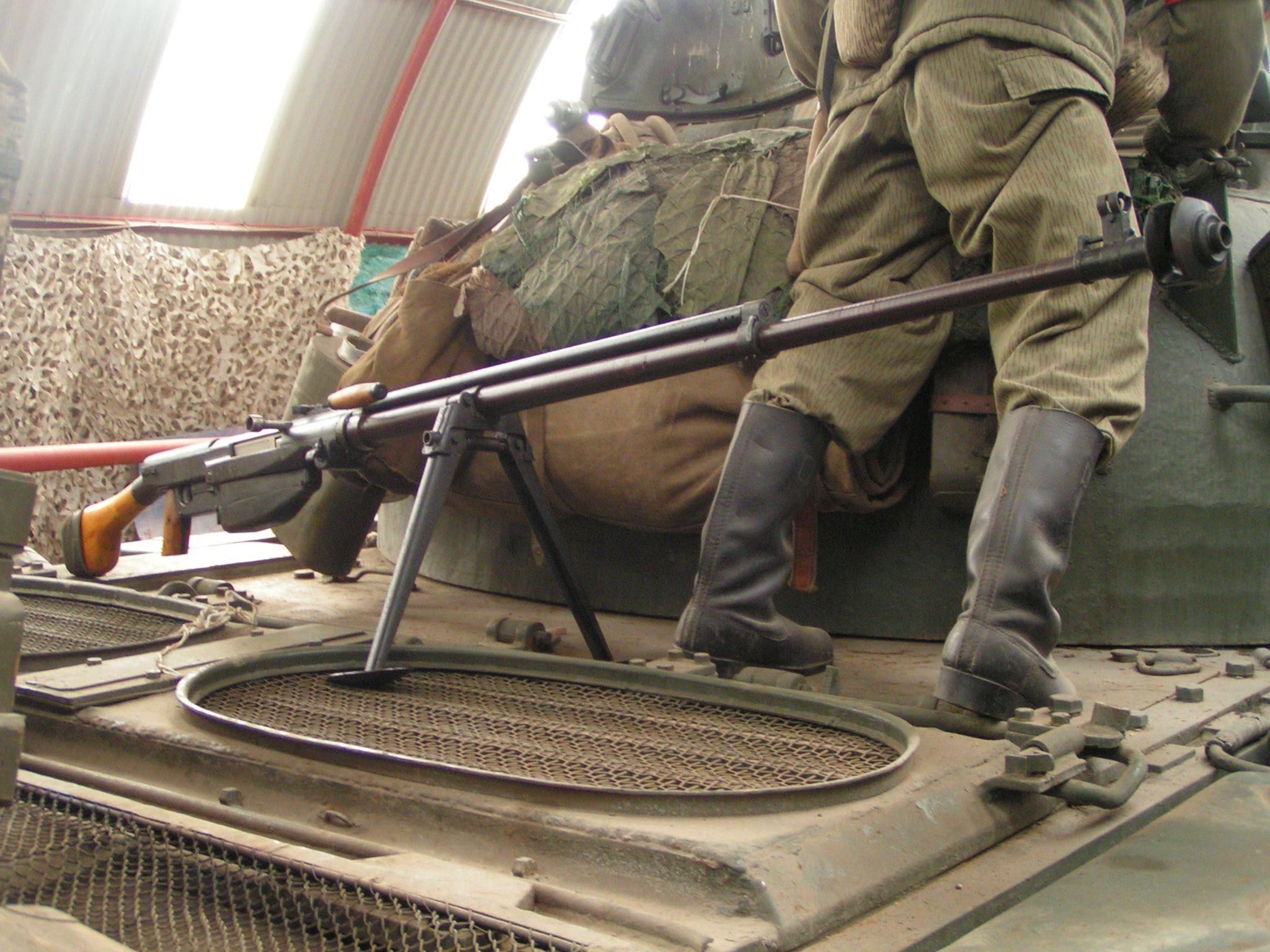
Ручна протитанкова рушниця ПТРС-41
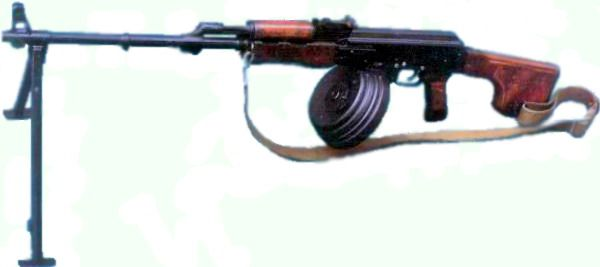
РПК з сошками